# Baixas (França)
Baixas (em catalão:  Baixàs) é uma comuna francesa na região administrativa da Occitânia, no departamento dos Pirenéus Orientais. Estende-se por uma área de 18.91 km², e possui 2.584 habitantes, segundo o censo de 2018, com uma densidade de 140 hab/km².